# Mall (песня)
Mall (с алб. — «Тоскующий») — песня, написанная и исполненная албанским певцом Евгентом Бушпепа, который представлял Албанию на «Евровидении 2018».

## Евровидение
Песня «Mall», которую написал сам Бушпепа, предназначался для его альбома, но он был отобран для участия на конкурсе «Festivali i Këngës 56», где и выиграл.
Первая версия песни «Mall» была показана в прямом эфире 21 декабря 2017 года, на первом полуфинале конкурса. После его победы 24 декабря 2017 года, оригинальная запись состоялась через ЕВС в Австралии и Европе. Переделанная версия для «Евровидение» сопровождается промо-видео с выступления кадрами Евгента и его группа на музыкальной репетиции, был предварительно выпущен 16 марта 2018 года, тогда как концептуальное музыкальное видео было выпущено 26 марта 2018 года.
Единая версия была выпущена во всем мире 6 апреля 2018 года, на основе всеобщего музыку и стала доступна для скачивания и прослушивания на iTunes, Apple Store, Google Play, Spotify, Tidal и Deezer.

## Список композиций
| №  | Название                    | Длительность |
| -- | --------------------------- | ------------ |
| 1. | «Mall» (Eurovision version) | 3:00         |
| 2. | «Mall» (karaoke version)    | 3:00         |

| №  | Название                                 | Длительность |
| -- | ---------------------------------------- | ------------ |
| 1. | «Mall» (Live at "Festivali i Këngës 56") | 4:34         |
| 2. | «Mall» (Eurovision version)              | 3:00         |
| 3. | «Mall» (karaoke version)                 | 3:00         |
| 4. | «Mall» (instrumental version)            | 3:00         |

| №  | Название                                 | Длительность |
| -- | ---------------------------------------- | ------------ |
| 1. | «Mall» (official music video)            | 3:00         |
| 2. | «Mall» (Live at "Festivali i Këngës 56") | 4:34         |
| 3. | «DVD extras»                             |              |